# Kaski (Mazovie)
Pour les articles homonymes, voir Kaski.
Kaski (prononciation : [ˈkaski]) est un village polonais de la gmina de Baranów dans le powiat de Grodzisk Mazowiecki de la voïvodie de Mazovie dans le centre-est de la Pologne.
Il se situe à environ 9 kilomètres au nord-ouest de Baranów (siège de la gmina), 16 kilomètres au nord-ouest de Grodzisk Mazowiecki (siège du powiat) et à 39 kilomètres à l'ouest de Varsovie (capitale de la Pologne).
Le village possède une population de 807 habitants en 2006.

## Histoire
De 1975 à 1998, le village appartenait administrativement à la voïvodie de Skierniewice.